# Danthorpe
Danthorpe – osada w Anglii, w hrabstwie East Riding of Yorkshire. Leży 15 km na wschód od miasta Hull i 252 km na północ od Londynu.